# اچ‌ام‌اس آسترایا (۱۸۱۰)
اچ‌ام‌اس آسترایا (۱۸۱۰) (به انگلیسی: HMS Astraea (1810)) یک کشتی بود. این کشتی در سال ۱۸۱۰ ساخته شد.